# Pays de la Jeune Loire
Le Pays de la Jeune Loire (ou PETR de la Jeune Loire) est une structure de regroupement de collectivités territoriales françaises, située dans le département de la Haute-Loire et la région Auvergne-Rhône-Alpes.
Initialement constitué sous la forme d'un Pays, il a évolué en pôle d’équilibre territorial et rural (PETR), qui est une forme de syndicat mixte, comme le permet la loi no 2014-58 du 27 janvier 2014 de modernisation de l’action publique territoriale et d’affirmation des métropoles, dite « loi MAPTAM », dont les dispositions ont été codifiées aux articles L. 5741-1 à L. 5741-5 du Code général des collectivités territoriales.

## Composition
La structure est gérée par le syndicat mixte du pays de la Jeune Loire et de ses rivières, dont le siège se trouve dans l'ancienne Abbaye de La Séauve-Bénite (commune de La Séauve-sur-Semène).
Le Conseil syndical, organe délibérant assurant la prise de décision, se compose de 54 élus représentant les 5 communautés de communes membres du PETR, et portant la voix des 44 communes du territoire.
| Communautés                                          | Nombre de communes | Population |
| ---------------------------------------------------- | ------------------ | ---------- |
| Communauté de communes Loire Semène                  | 7                  | 20 791     |
| Communauté de communes des Sucs                      | 9                  | 18 273     |
| Communauté de communes Marches du Velay - Rochebaron | 14                 | 31 068     |
| Communautés de communes du Pays de Montfaucon        | 8                  | 8 551      |
| Communautés de communes du Haut - Lignon             | 6                  | 8 502      |
| TOTAL                                                | 44                 | 87 185     |

## Missions
Le PETR de la Jeune Loire est chargé de fédérer, animer et coordonner les acteurs du territoire autour des activités suivantes :
- La planification : il porte et met en œuvre un SCoT (schéma de cohérence territoriale).
- L’animation territoriale : il anime différents réseaux d’acteurs autour de thématiques qui font actualité ou consensus sur le territoire.
- La contractualisation : il élabore, négocie des financements auprès des partenaires financiers et pilote différents dispositifs contractuels (programme européen ou politique d’accueil notamment)..
- L’ingénierie partagée : il apporte dans certains domaines une expertise technique.
- L’instruction du droit des sols : il instruit sur le territoire les différentes autorisations d’urbanisme par délégation de ses membres.

## Situation
Le Pays de la Jeune Loire  est situé au cœur de la région Auvergne Rhône Alpes dans le département de la Haute-Loire. Il correspond à l'arrondissement de l'est de la Haute-Loire.
Il s'étend sur la partie est des Monts du Velay et correspond à l'ancienne subdivision historique du Velay delà-les-bois.

## Description
- Date de reconnaissance : 18 décembre 2003
- Surface :   km²
- Population : 87 185 habitants
- Densité :  habitants/km2
- Ville principale : Monistrol-sur-Loire
- Autres villes : Aurec-sur-Loire, Sainte-Sigolène, Yssingeaux, Retournac.